# Energía (esoterismo)
El término "energía" es usado por escritores y practicantes de varias formas esotéricas de espiritualidad y medicina alternativa para referirse a una variedad de fenómenos. No hay evidencia científica de que esta energía exista.
Aquellas terapias que pretenden usar, modificar o manipular energías desconocidas se encuentran entre las más contenciosas de todas las medicinas complementarias y alternativas. Las afirmaciones relacionadas con las terapias energéticas son a menudo anecdóticas (provenientes de historias individuales), y no basadas en pruebas empíricas repetibles y comprobables.

## Historia
Conceptos como "fuerza vital" y "élan vital" existen desde la antigüedad y resurgieron a partir del debate sobre el vitalismo en los siglos XVIII y XIX con Mesmer y su concepto del magnetismo animal. Los mismos continuaron siendo discutidos en el siglo XX por algunos pensadores y practicantes del movimiento de la Nueva era.
A medida que los biólogos estudiaban la embriología y la biología del desarrollo, particularmente antes del descubrimiento de los genes, se postuló una variedad de fuerzas organizativas para explicar sus observaciones. El biólogo alemán Hans Driesch (1867–1941) propuso la entelequia, una energía que creía controlaba los procesos orgánicos relacionados con las enzimas. Sin embargo, tales ideas están desacreditadas y la ciencia moderna ha abandonado el intento de asociar propiedades energéticas adicionales con la vida.
Según Brian Dunning, el término científico "energía" es, de hecho, mal utilizado en el contexto de la espiritualidad y la medicina alternativa: 

Eso es todo lo que la energía es: Una medida de capacidad de trabajo. Pero en la cultura popular, "energía" se ha convertido en un sustantivo. Con frecuencia se habla de "energía" como si fuera una cosa en sí misma, como una región de poder resplandeciente, que puede ser contenida y utilizada. Aquí hay una buena prueba: Cuando escuche el uso de la palabra "energía", sustitúyala con la frase "capacidad medible de trabajo". ¿El uso de la palabra todavía tiene sentido? Recuerde, la energía misma no es lo que se mide: la energía es la medición del trabajo realizado o de la capacidad de trabajo potencial... Por lo tanto, este concepto de la Nueva Era de que el cuerpo tiene un "campo de energía" está fatalmente condenado. No existe tal cosa como un campo de energía; son dos conceptos no relacionados
Brian Dunning.

 A pesar de la falta de apoyo científico, los escritores y pensadores espirituales han mantenido sus ideas sobre la energía y continúan promoviéndolas como alegorías útiles o como hechos reales. El campo de la medicina energética pretende manipular la energía, pero no hay evidencia creíble que lo respalde.
El concepto de la energía del "qi" aparece en toda la cultura tradicional de Asia oriental, como en el feng shui y las artes marciales chinas. La filosofía del Qi también incluye la noción de "qi negativo", entendido típicamente como la introducción de estados de ánimo negativos como el miedo absoluto o expresiones más moderadas como la ansiedad social o la incomodidad. Desviar este qi negativo a través de la geomancia es una preocupación en el feng shui. La explicación tradicional de la acupuntura afirma que funciona mediante la manipulación de la circulación del qi a través de una red de meridianos. De forma similar, en el marco del hinduismo, se encuentra el concepto del prana (prāṇa), cuya  palabra en sánscrito significa 'aliento' o ‘aire inspirado’; y que es usada para describir la fuerza o energía vital que impregna la realidad en todos los niveles, incluidos los objetos inanimados.

## Ubicaciones
Hay varios sitios naturales sagrados que las personas de varios sistemas de creencias encuentran numinosos o que tienen una "energía" significativa para los humanos. La noción de que algún tipo de "energía negativa" es responsable de crear o atraer fantasmas o demonios es común en la cultura paranormal contemporánea, tal como se ejemplifica en los programas de televisión Estado paranormal y Cazadores de fantasmas.